# ГЕС Nàlán
ГЕС Nàlán (那兰水电站) — гідроелектростанція на півдні Китаю у провінції Юньнань. Знаходячись перед в'єтнамською ГЕС Нам-На 1 (30 МВт), наразі становить верхній ступінь в каскаді на річці Téngtiáojiāng (у В'єтнамі — Нам-На), лівій притоці Да, яка в свою чергу є правою притокою Хонгхи (біля Хайфона впадає у Тонкінську затоку Південно-Китайського моря). При цьому існують плани спорудження вище по течії Téngtiáojiāng ще чотирьох гідроелектростанцій.
У межах проекту річку перекрили кам'яно-накидною греблею з бетонним облицюванням висотою 109 метрів, довжиною 333 метра та шириною по гребеню 10 метрів, яка утримує водосховище з об'ємом 286 млн м3 (корисний об'єм 186 млн м3).
Пригреблевий машинний зал обладнали трьома турбінами потужністю по 50 МВт, котрі забезпечують виробництво 673 млн кВт-год електроенергії на рік.